# Jana Sedlmajerová
Jana Sedlmajerová (* 15. října 1942 Praha) je bývalá česká herečka.

## Životopis
Vystudovala Střední umělecko-průmyslovou grafickou školu v Praze a po ukončení studia (absolvovala v roce 1961) začala pracovat jako modelka. Od poloviny 60. let se postupně začala prosazovat ve filmu i v televizi. V roce 1965 se poprvé objevila v krimi filmu Alibi na vodě (1965) ale její herecká kariéra naplno začala až válečným dramatem Nebeští jezdci o tři roky později. K dalším známým filmům kde později hrála patří Zabil jsem Einsteina, pánové…, Světáci či Adéla ještě nevečeřela, ale ukázala se i v mnoha seriálech, jako například Hříšní lidé města pražského, Rozsudek či Pan Tau. Po pádu režimu v roce 1989 se svou hereckou kariérou skončila a začala se věnovat malování obrazů a esoterismu. V současnosti[kdy?] působí jako psycholožka a terapeutka a pořádá velké množství seminářů na téma osobní rozvoj vedoucí k životní spokojenosti a nenáboženská spiritualita.

## Filmografie

### Filmy
- 1965 Alibi na vodě, režie Vladimír Čech
- 1966 Ukradená vzducholoď, režie Karel Zeman
- 1966 Poslední růže od Casanovy, režie Václav Krška
- 1967 Konec agenta W4C prostřednictvím psa pana Foustky, režie Václav Vorlíček
- 1968 Záhořanský hon, režie Bohumil Sobotka
- 1968 Nebeští jezdci, režie Jindřich Polák
- 1969 Zabil jsem Einsteina, pánové..., režie Oldřich Lipský
- 1969 Světáci, režie Zdeněk Podskalský
- 1969 Po stopách krve, režie Petr Schulhoff
- 1969 Hvězda, režie Jiří Hanibal
- 1970 Pane, vy jste vdova!, režie Václav Vorlíček
- 1971 Svět otevřený náhodám, režie Karel Steklý
- 1971 Petrolejové lampy, režie Juraj Herz
- 1972 Slečna Golem, režie Jaroslav Balík
- 1972 Půlnoční kolona, režie Ivo Novák
- 1972 Morgiana, režie Juraj Herz
- 1973 Známost sestry Aleny, režie Miroslav Hubáček
- 1973 Noc na Karlštejně, režie Zdeněk Podskalský
- 1973 Hroch, režie Karel Steklý
- 1974 Muž z Londýna, režie Hynek Bočan
- 1976 Paleta lásky, režie Josef Mach
- 1977 Vítězný lid, režie Vojtěch Trapl
- 1977 Adéla ještě nevečeřela, režie Oldřich Lipský

### Seriály
- 1969 Hříšní lidé města pražského (12. epizoda), režie Jiří Sequens
- 1970 Rozsudek, režie Otto Haas
- 1972 Pan Tau (2. série, 1., 2., 4. epizoda), režie Jindřich Polák
- 1972 Duhový luk (7. epizoda – Houpačka smrti), režie Josef Mach
- 1982 Malý pitaval z velkého města, režie Jaroslav Dudek